# 왕복 펌프

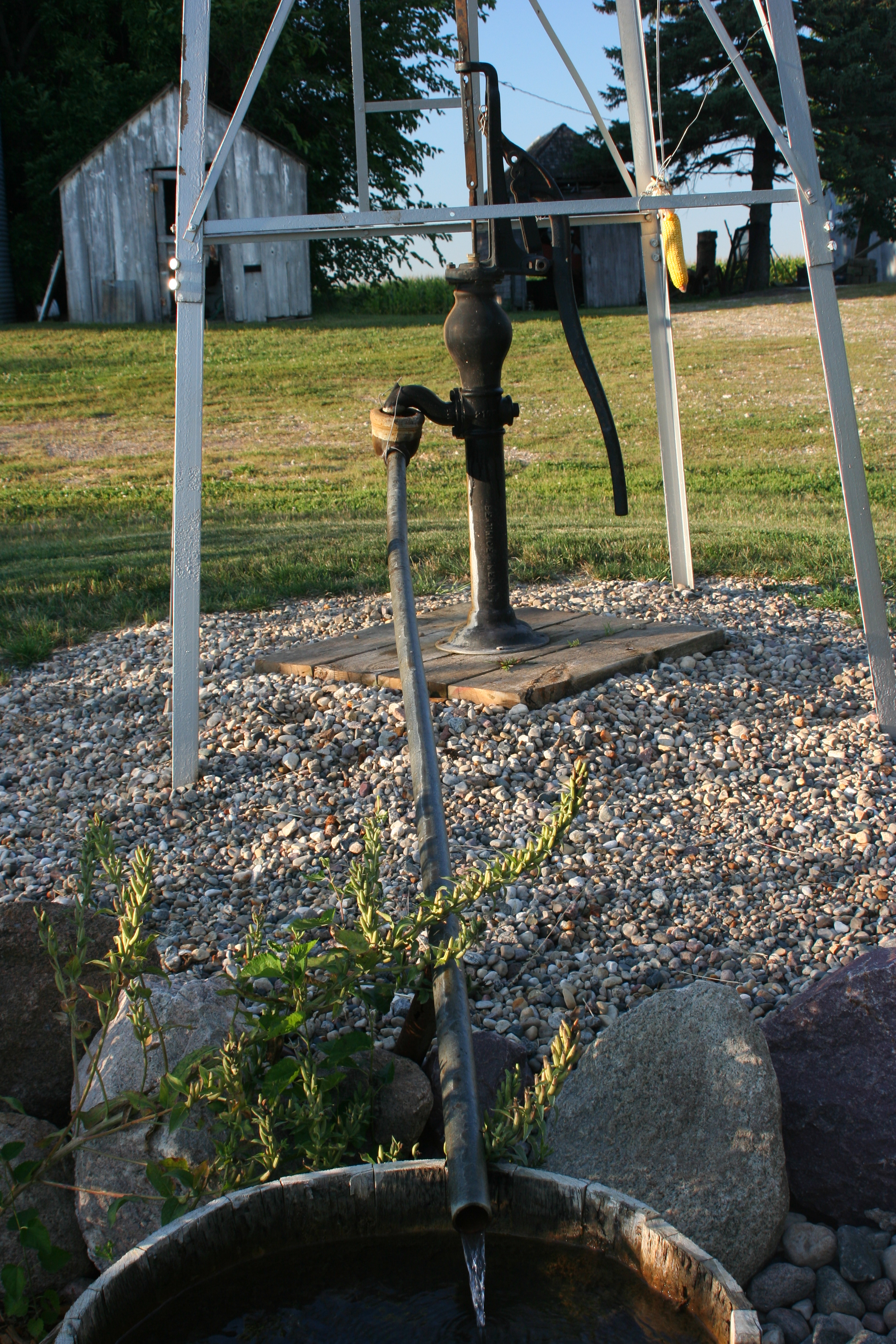
농장의 풍차에 연결된 왕복 펌프

왕복 펌프(往復-, reciprocating pump)는 피스톤 펌프, 플런저 펌프, 다이어프램 펌프(격막 펌프)가 포함된 용적식 펌프의 일종이다.
판기구(瓣機構)를 갖는 것이 특징이며, 종류가 많다. 피스톤의 좌우에 판기구가 있는데, 한쪽에만 있어도 괜찮다. 각종 원동기로부터의 동력이 크랭크기구 등에 의해 피스톤으로 전해져서 피스톤을 좌우로 움직이게 한다. 가령 피스톤이 우측으로 이동하면 실린더 내의 피스톤 좌측 부분에서는 압력이 내려가므로 송출판이 닫히고 흡입판이 열려서 액체가 흘러들어간다. 피스톤의 우측 부분에서는 압력이 오르므로 흡입판이 닫히고 송출판이 열려서 액체를 보내게 된다. 이것이 반복해서 펌프의 작용을 한다. 왕복펌프는 피스톤의 왕복에 의해서 액체의 흐름이 맥동(脈動)한다.